# Prezentpole
Prezentpole – dawna kolonia. Tereny, na których była położona, leżą obecnie na Białorusi, w obwodzie witebskim, w rejonie głębockim, w sielsowiecie Udział.

## Historia
W czasach zaborów w gminie Łuczaj, w powiecie dzisieńskim, w guberni wileńskiej Imperium Rosyjskiego.
W latach 1921–1945 kolonia leżała w Polsce, w województwie wileńskim, w powiecie dziśnieńskim od 1929 roku w gminie Kozłowszczyzna.
W 1931 w 3 domach zamieszkiwało 10 osób.
W 1938 roku miejscowość należała do gromady Buki gminy Kozłowszczyzna.